# Айвенго

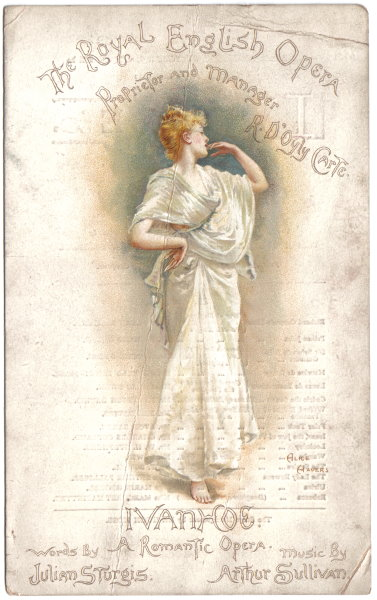
«Айвенго», опера Артура Саллівана

«А́йвенго» (англ. Ivanhoe [ˈaɪvənˌhoʊ]) — пригодницький історичний роман шотландського письменника Вальтера Скотта 1819 року. Події роману відбуваються в XII столітті, у 1194 році. Твір яскраво описує лицарський турнір, розбійників, суд над відьмою, розбіжності між євреями та християнами, що робить роман «Айвенго» твором, завдяки якому відбулося збільшення зацікавленості у лицарських романах та середньовіччі загалом. Джон Генрі Ньюмен писав, що Скотт «вперше направив людські уми у сторону Середніх віків», а Томас Карлайл та Джон Раскін також відмітили загальний вплив опублікованого роману на відродження зацікавленості у цій історичній епосі. Крім того, твір значно повпливав на широковідомі уявлення про  Річарда Левове Серце, короля Джона та Робін Гуда.

## Сюжет
Пройшло вже сто тридцять років, як у битві під Гастінгсом в 1066 нормандський герцог Вільгельм Завойовник здобув перемогу над англосаксами та заволодів Англією. Для англійського народу настали важкі часи. Король Річард Левине Серце не повернувся з останнього хрестового походу. Його захопив у полон герцог Австрійський. Тим часом брат короля, принц Джон, збирає собі прибічників, плануючи у випадку смерті Річарда захопити престол. Хитрий інтриган, принц Джон сіє сумнів по всій країні, розпалюючи давню ворожнечу між саксами та норманами.
У гордого пана Седрика Ротервудського не вщухає надія скинути норманське ярмо і відродити колишню могутність саксів, поставивши на чолі визвольного руху нащадка королівського роду Ательстана Конінгсбургського. Однак тупуватий і неповороткий сер Ательстан у багатьох викликає недовіру. Седрик мріє одружити Ательстана зі своєю вихованицею, леді Ровеною, останньою представницею роду короля Альфреда. Коли цим планам заважає любов леді Ровени до його сина, Вілфреда Айвенго, впертий пан, недаремно названий за свою відданість «справжнім Саксом», виганяє сина з рідного дому й позбавляє його спадщини.
Айвенго в одязі пілігрима таємно повертається з хрестового походу додому. Недалеко від батькового замку його наздоганяє загін командира ордену тамплієрів Бріана де Буа-Гільбера, який їде на лицарський турнір в Ашбі де ля Зуш. Заставши в дорозі негоду, він вирішує просити в Седрика переночувати. Гостинний дім благородного пана відкритий для всіх, навіть для єврея Ісаака з Йорка, який приєднується до гостей уже під час трапези. Буа-Гільбер, що також побував у Палестині, хвалиться за столом своїми подвигами в ім'я Гроба Господнього. Пілігрим захищає честь Річарда і його хоробрих воїнів і від імені Айвенго, який вже раз переміг храмовника на поєдинку, приймає виклик на бій. Коли гості розходяться по своїх кімнатах, пілігрим радить Ісааку непомітно покинути дім Седрика — він почув, як Буа-Гільбер віддавав слугам наказ схопити єврея, тільки як подальше від'їдуть від замку. Проникливий Ісаак, побачивши під одягом пілігрима шпори, у подяку дає йому записку до родича-купця з проханням дати пілігриму обладунки та бойового коня.
Турнір під Ашбі зібрав все англійське лицарство, та ще й сам принц Джон був суддею. Лицарі-організатори турніру, зокрема й Бріан де Буа-Гільбер, із впевненістю діставали одну перемогу за іншою. Але коли здавалося, що ніхто більше не насмілиться виступити проти них і хід турніру вирішений, на арені з'явився новий учасник із девізом «Позбавлений спадщини» на щиті, який безстрашно викликав на смертельний бій самого храмовника. Декілька разів сходяться супротивники та списи їхні розлітаються друзками. Усі симпатії глядачів на боці відважного незнайомця — і йому щастить: Буа-Гільбер падає з коня, і поєдинок визнають закінченим. Тоді лицар «Позбавлений спадщини» б'ється по черзі з усіма зачинателями турніру й рішуче бере над ними верх. Як переможець, він мусить вибрати королеву любові та вроди, і, граціозно схиливши спис, незнайомець кладе вінець до ніг прекрасної Ровени.
На другий день проводиться загальний турнір: партія лицаря «Позбавленого спадщини» бореться проти партії Бріана де Буа-Гільбера. Храмовника підтримують майже всі зачинателі. Вони тіснять юного незнайомця, і якби не допомога таємничого Чорного Лицаря, йому навряд чи вдалося б удруге стати героєм дня. Королева любові й уроди повинна покласти на голову переможцю почесний вінець. Але коли васали знімають з незнайомця шолом, вона бачить перед собою блідого, як смерть, Айвенго, який падає біля її ніг, стікаючи кров'ю від ран.
Водночас принц Джон отримує гінцем записку: «Будьте обережні — диявол спущений з ланцюга». Це означає, що його брат Річард здобув свободу. Принц у паніці, як і його прихильники.
Аби заручитися їхньою вірністю, Джон обіцяє посіпакам нагороди та почесті. Норманському лицарю Морісу де Брасі, наприклад, він пропонує в дружину леді Ровену — наречена багата, красива і знатна. Де Брасі у захваті й вирішує напасти на загін Седрика дорозою з Ашбі додому і викрасти прекрасну Ровену.
Гордий перемогою сина, але, як і раніше, не бажаючи пробачити його, Седрик Сакс із важким серцем вирушає назад. Звістка про те, що пораненого Айвенго понесла на ношах якась багата дама, лише розпалює в ньому почуття обурення. По дорозі до кавалькади Седрика та Ательстана Конінгсбургського приєднується Ісаак з Йорка з дочкою Ребеккою. Вони теж були на турнірі і тепер просять взяти їх під захист — не стільки заради себе, скільки заради хворого друга, якого вони супроводжують. Але варто подорожнім заглибитися в ліс, як на них кидається численний загін розбійників, і всіх їх беруть у полон.
Седрика і його супутників везуть в укріплений замок Фрон де Бефа. Ватажками «розбійників» виявляються Буа-Гільбера і де Брасі, про що Седрик здогадується, побачивши зубчасті стіни замку. «Якщо Седрику Саксу несила врятувати Англію, він готовий померти за неї», — кидає він виклик своїм загарбникам.
Де Брасі, між тим, у всьому зізнавшись Ровені, намагається завоювати її любов, однак горда красуня непохитна і, лише дізнавшись про те, що Вілфред Айвенго теж в замку (а саме він перебував у ношах Ісаака), молить лицаря врятувати його від загибелі.
Проте, як не важко леді Ровені, Ребекка — в куди більшій небезпеці. Полонений розумом і красою дочки Сіону, до неї загорівся пристрастю Бріан де Буа-Гільбер, і тепер він умовляє дівчину втекти з ним. Ребекка готова віддати перевагу смерті, ніж ганьбі, але її повна обурення, безстрашна відповідь лише породжує у храмовника впевненість, що він зустрів жінку своєї долі, споріднену йому душу. Бріан де Буа-Гільбер не в змозі визначити природу своїх почуттів до Ребекки, навіть порівнює її з Аендорською чарівницею.
Тим часом навколо замку стягуються загони вільних йоменів, які змогли втекти з полону і були зібрані слугами Седрика. Облогою керує вже Чорний Лицар, який одного разу прийшов на допомогу Айвенго.
Під ударами його величезної сокири тріщать і розвалюються ворота замку, а камені й колоди, що летять на його голову зі стін, докучають йому не більше дощових крапель. Пробравшись у метушні битви в кімнату Айвенго, Ребекка розповідає прикутому до ліжка юнакові, що відбувається навколо. Картаючи себе за ніжні почуття до іновірця, вона не має сили залишити його в настільки небезпечний момент.
А визволителі відвойовують в обложених п'ядь за п'яддю. Чорний Лицар смертельно ранить Фрон де Бефа і бере в полон де Брасі. Покинувши напівзруйнований замок і подякувавши вільним стрільцям за допомогу, Седрик в супроводі нош із тілом загиблого Ательстана Конінгсбургського прямує до його маєтку, де тому будуть надані останні почесті. Розлучається зі своїми вірними помічниками й Чорний Лицар — його мандрівка ще не закінчена.
Буа-Гільбер ховається з Ребеккою в обителі лицарів Храму Темплстоу. Тоді ж до обителі приїздить гросмейстер ордену Лука Бомануар і знаходить безліч недоліків; по-перше, його обурює розбещеність храмовників. Коли ж він дізнається, що в тутешніх стінах вкривається полонена єврейка, яка перебуває, цілком ймовірно, в любовному зв'язку з одним із братів ордену, то вирішує влаштувати над дівчиною суд і звинуватити її в чаклунстві. У блискучій промові, що здобула співчуття навіть в її супротивників, Ребекка відкидає всі звинувачення Бомануара і вимагає призначення поєдинку: нехай той, хто зголоситься захистити її, мечем доведе її правоту.
Тим часом, Чорний Лицар пробирається лісами до одного йому лише відомого місця, наштовхується на засідку та нарешті розкриває своє інкогніто: він — Річард Плантагенет, законний король Англії. Не залишається винним і Робін Гуд із Шервудського лісу. Тут компанію наздоганяє Вілфред Айвенго, що їде із Сенботольфського абатства, де він заліковував рани, до замку Конінгсбург. Приїхавши до Конінгсбурга, Айвенго просить вибачення у батька, і той йому прощає. Виявляється, що Ательстан Конінгсбурський вижив і коли Айвенго поїхав в обителі Темплстоу, Ательстан розказав Седрику, що він не прихильний до леді Ровени і вона не прихильна до нього. Таким чином, залишивши Седрика в задумі.
В обителі Темплстоу все готово до поєдинку. Немає лише лицаря, готового битися з Буа-Гільбером за честь Ребекки. Якщо заступник не з'явиться до заходу сонця, Ребекка буде спалена. І ось на полі з'являється вершник, його кінь ледь не падає від утоми і сам він насилу тримається в сідлі. Це Вілфред Айвенго. Ребекка тремтить від хвилювання за нього. Противники сходяться — і Вілфред падає, не витримавши влучного удару храмовника. Однак від швидкоплинного дотику списа Айвенго падає і Буа-Гільбер і більше вже не встає. Відбувся Божий суд. Гросмейстер оголошує Ребекку вільною і знімає з неї усі обвинувачення.
Зайнявши належне йому місце на престолі, Річард прощає свого брата. Седрик нарешті дає згоду на весілля леді Ровени із сином, а Ребекка з батьком назавжди покидають Англію.

## Персонажі

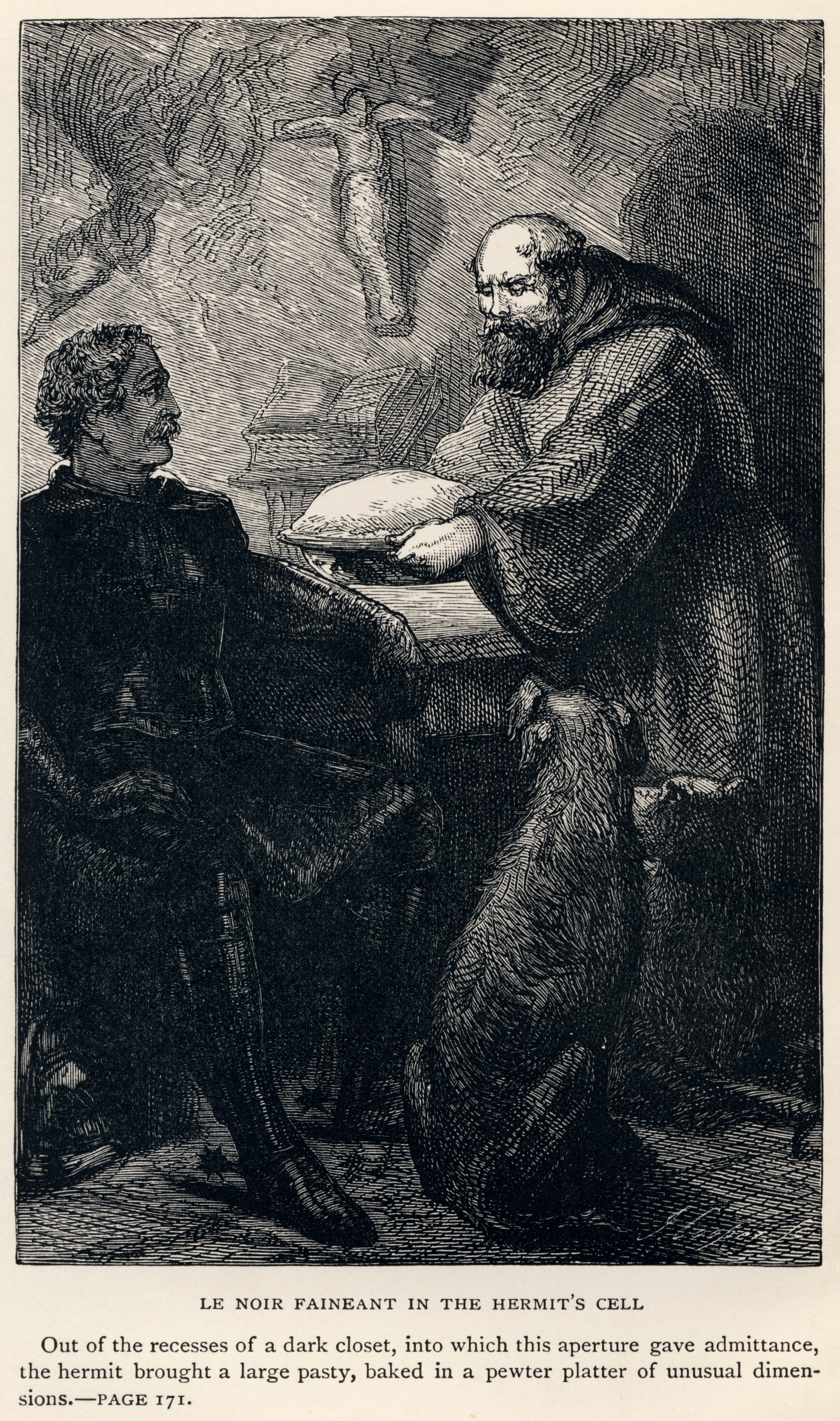
Чорний лицар і монах Тук

- Вілфред Айвенго — лицар, син Седрика Сакса
- Ребекка — єврейська цілителька, донька Ісаака з Йорка
- Леді Ровена — благородна саксонська леді
- Принц Джон — брат короля Річарда
- Чорний лицар «Чорний Ледар»;— король Річард Левове Серце (інкогніто)
- Локслі — тобто, Робін Гуд, англійський йомен
- Відлюдник або монах із Копменхерсту — тобто Тук[en]
- Бріан де Буа-Гільбер — лицар тамплієр
- Ісаак із Йорка — батько Ребекки; єврейський торговець і лихвар
- пріор Еймер — настоятель Жорво
- Реджинальд Фрон де Беф — місцевий барон, якому принц Джон подарував маєток Айвенго
- Седрик Сакс — батько Айвенго
- Лука Бомануар — гросмейстер ордену тапмлієрів.
- Конрад де Монтфітчер — тамплієр
- Моріс де Брасі — лицар-іоаніт
- Вальдемар Фітцурс — лояльний фаворит принца Джона
- Ательстан Конінгсбурський — останній з саксонської королівської лінії
- Альберт Мальвуазен — наставник Темплстоу
- Філіп Мальвуазен — місцевий барон (брат Альберта)
- Гурт — відданий свинопас Седріка
- Вамба — вірний блазень Седріка
- Ульріка (Урфрида) — дочка шляхетного сакса, друга й бойового товариша Седрика, батька Торквіля Вольфганґера. Вимушена жити серед ворогів і вбивць своєї родини

## Історія створення
У червні 1819 року Вальтер Скотт досі страждав на серйозні шлункові болі, тому мусив надиктовувати останню частину роману «Ламермурська наречена», а також більшу частину тексту роману «Легенда про Монтроза», який закінчив у травні. Щонайменше на початку липня Скотт почав надиктовувати новий роман під назвою «Айвенго» (записом під диктування займалися Джон Баллантайн та Вільям Лейдлоу). Другу частину рукопису Скотт написав власноруч і на початку листопада 1819 року закінчив роман.
Роман вийшов друком в Единбурзі за участі видавця Ачібальта Констебля. Усі перші видання датувалися 1820 роком, але роман вийшов 20 грудня 1819 року у Лондоні у видавництві «Герст, Робін і Ко.» (як й усі твори книжкової серії «Романи Віверлі» до 1827, книгу опубліковано анонімно). Наклад складав 10,000 примірників, за ціною £1 10s (£1.50) за екземпляр. Цілком ймовірно, що на початку 1920-х Скотт робив деякі незначні корективи тексту, а вже 1829 року відбувся глибший перегляд і виправлення для видання «Magnum» (томи 16-17 у вересні жовтні 1830). Сучасне стандартне видання Грехема Таллока з'явилося у восьмому томі «Единбурзького видання романів Веверлі» (1998): базується на основі першого видання з поліпшеннями, взятих з рукопису Вальтера Скота, для другої частини роману; текст з видання «Magnum» включено до тому 25b.
Детальну інформацію про середньовіччя Скотт черпав з трьох праць Джозефа Стратта: «Повний огляд манер, звичаїв, зброї, звичок і т. д. населення Англії» (1775–76), «Одяг і звички англійців» (1796–99), «Спорт і розваги англійців» (1801). Історичне підґрунтя цього періоду Вальтер Скотт взяв з праць Роберта Генрі «Історія Великої Британії» (1771-93) та Шерона Тернера «Історія англосаксонців від найдавніших часів до норманських завоювань» (1799—1805). Також, зокрема, використовував оригінальні середньовічні джерела, серед яких праця Андре Фавіна «Театр честі та лицарства» (1623; переклад з французької). Крім того, у свій твір Скотт вводить елементи з пізнього середньовіччя, багато чого запозичуючи з творчості Чосера та середньовічного лицарського роману «Річард Кор де Ліон».

## Стиль і тематика
Критики трактують «Айвенго» як лицарський роман, написаний здебільшого заради того, щоб розважати хлопчиків. У книзі зберігаються багато елементів лицарського роману: пошуки пригод, лицарський антураж, повалення продажного соціального порядку задля досягнення щастя. Інші ж критики стверджують, що роман розповідає реалістичну, сповнену життя історію, яка не ідеалізує ані минуле, ані головного персонажа.
Тематика роману схожа до ранніх творів письменника («Роб Рой», «Серце Мідлотіана») та досліджує суперечність між героїчними ідеалами й сучасним суспільством. У раніше згаданих романах, індустріальне суспільство стає центром конфлікту, де між запізнілими шотландськими націоналістами й «прогресивними» англійцями з всюдисущого хаосу має зародитись єдність. У романі «Айвенго» схоже зображено витончену культуру норманів та бідних і позбавлених громадянських прав саксонців, які обурені нормандським пануванням. Згодом вони, однак, об'єднуються і творять один народ. Конфлікт між саксонцями та норманами показує втрати обох сторін, перед тим, як вони примиряються і формують об'єднану Англію. Айвенго і Річард втілюють надію примирення задля спільного майбутнього.

## Алюзії на справжню історію та географію

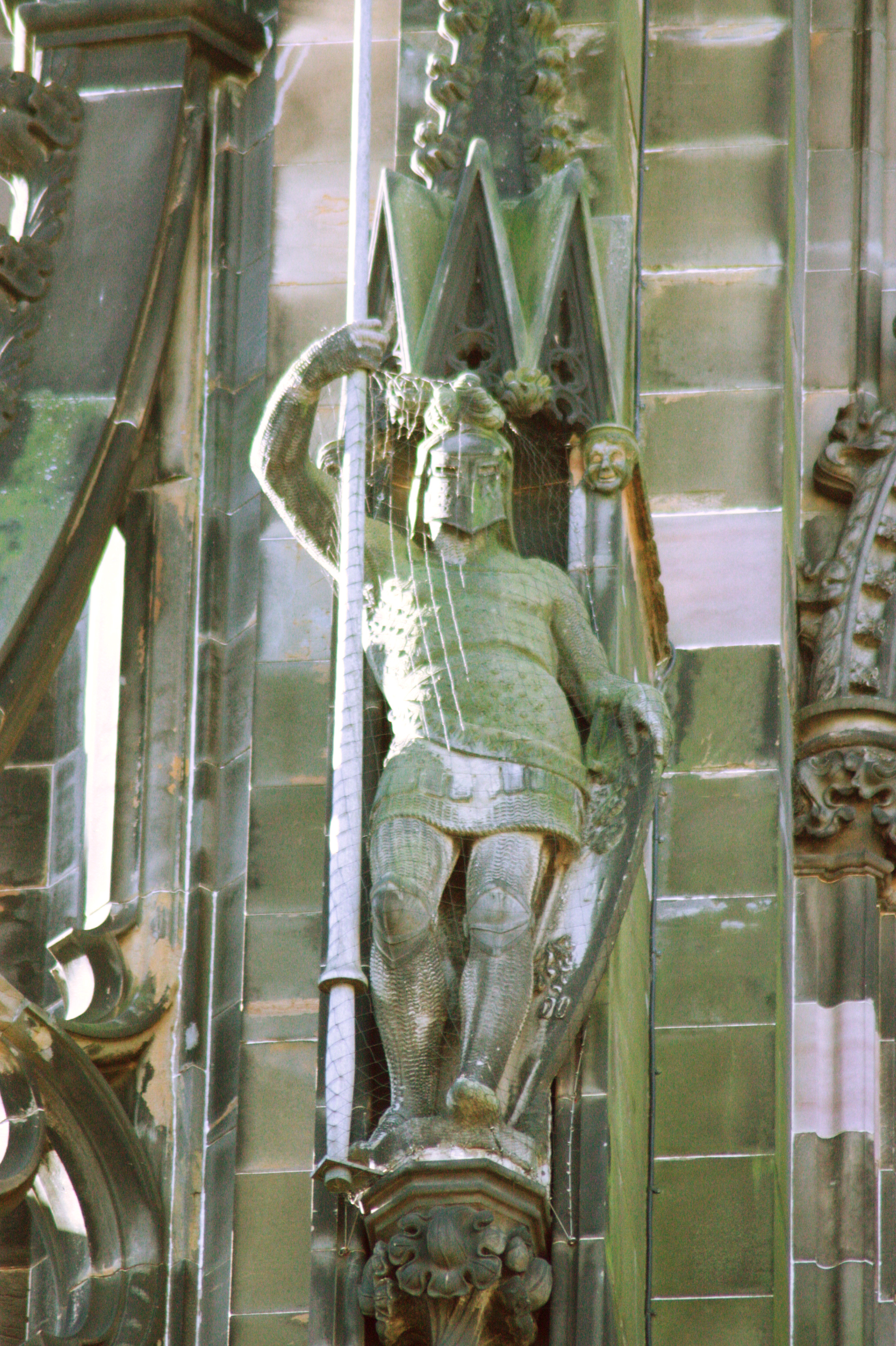
Айвенго на Монументі Скотта, Единбург

Події роману відбуваються у південному Йоркширі, північно-західному Лестерширіта та у північному Ноттінгемширі в Англії. У творі загадується замок Ашбі-де-ла-Зуч (нині руїни знаходяться під охороною Англійської спадщини), Йоркський замок (хоча згадується як Кліффордська вежа і знаходиться під охороною Англійської спадщини, така назва є анахронізмом, оскільки так замок почали називати згодом, після чисельних реконструкцій), замок Канісбург (ще одна популярна туристична атракція), що знаходиться неподалік міста Донкастер. У творі також з'являються згадки про Йоркський собор, де відбуваються сезонні весілля, Шеффілдську єпархію, яка не існувала ані на момент створення роману, ані в описану історичну епоху; таку єпархію заснували згодом — у 1914 році. Усі ці згадки вселяють думку, що у цьому регіоні жив і мандрував сам Робін Гуд.
Місто Канісбург настільки захоплюється цим твором, що багато вулиць, шкіл та громадських установ носять імена персонажів роману.
Еґлінтонський турнір 1839 року, проведений в Еґлінтонському замку за сприяння Арчибалда Монтгомері, тринадцятого графа Еґлінтона, моделювався на основі роману «Айвенго».
5 листопада 2019 року BBC News заніс роман до списку ста найвпливовіших романів.
Залізнична колія, що проходила повз містечко Ешбі-де-ла-Зуш, у 1993—2005 роках була знана як «Колія Айвенго», натякаючи на те, що ця місцевість слугувала тлом для роману.

### Вплив на легенду про Робін Гуда
Сучасне сприйняття Робін Гуда як життєрадісного, порядного, патріотичного бунтівника багато чим завдячує роману «Айвенго». У романі Робін Гуд згадується під іменем «Локслі», яке відтоді почало використовуватись, коли йшлося про легендарного грабіжника. Згодом виявилось, що Вальтер Скотт взяв це ім'я з анонімного рукопису 1600 року.
Вальтер Скотт робить центральною темою роману конфлікт між норманами та саксами. Оригінальні ж середньовічні історії про Робін Гуда не містять згадки про цей конфлікт. Персонажі роману звертаються до принца Джона і короля Річарда як до норманів, хоча тогочасні середньовічні документи не свідчать про норманське походження правителів. Сучасні перекази історії зберігають Скоттовий акцент на конфлікті між саксами та норманами.
Вальтер Скотт також уникав зображення Робін Гуда як позбавленого володінь дворянина (Граф Гантінгтона), яке було так популярне наприкінці шістнадцятого століття.
Письменник зробив важливий внесок у розбудову образу легендарного героя, зокрема у пізніших розробках кіносценарію про пригоди Робін Гуда, головний персонаж отримував риси характеру, що також притаманні Айвенго.
У більшості версій про Робін Гуда, обоє Айвенго і Робін — лицарі, що повертаються з христового походу. Посварившись зі своїми батьками, вони гордяться своїм саксонським походженням, а також демонструють загострене почуття справедливості, підтримують законного короля попри його нормано-французьке походження, знаються на зброї та кохають прекрасних дам (Ровена та Маріам).
Вальтеру Скотту вдалося популяризувати цей історичний період, користуючись творами хронікаря Джона Мера з шістнадцятого сторіччя та баладами сімнадцятого сторіччя, які зробили сюжет роману ще більш захопливим. Середньовічні співці балад поміщали Робіна на два століття пізніше, у часи правління Едварда I, II чи III.
Відомий епізод, коли Робін під час змагання розколює стрілу свого суперника, вперше з'являється у романі «Айвенго».

### Історична вірогідність
Загалом, політичні події зображено у романі відносно точно; роман розповідає про історичний період, коли короля Річарда ув'язнено в Австрії під час Хрестового походу та його повернення до Англії після сплати викупу. Втім, роман переповнений вигаданими подіями. Сам Вальтер Скотт у «Посланні присвяті» до роману «Айвенго» визнав, що дозволив собі деякі неточності, коли йшлося про історичні події. Нині читачі застережені перед тим, що Скотт насправді намагався створити захопливий роман про певну історичну епоху, а не написати підручник з історії.
Письменника часто критикували за надмірне зображення «ворожнечі між саксами та норманами, яка начебто була присутня у часи правління Річарда», але «не підкріплювалася жодними тогочасними архівними документами та служила основою для твору». Історик Едуард Август Фріман розкритикував роман, стверджуючи, що зображення саксо-норманського конфлікту в Англії другої половини дванадцятого сторіччя є неісторичним. Цитуючи середньовічного письменника Вальтера Мапа, Фріман доводив, що напруження між саксами та норманами ослабло ще за часів правління Генріха I Боклерка. Історик також покликався на трактат «Діалог щодо палати Скарбниці» Річарда ФітцНіла, який стверджував, що сакси та нормани вже тоді об'єдналися один з одним завдяки змішаним шлюбам і культурній асиміляції. Завершальним доводом Фрімана слугував факт, що наприкінці дванадцятого сторіччя нащадки саксів і норманів називали себе «англійцями», а не «саксами» і «норманами».
Роман породив нове англійське ім'я — Седрик. Оригінальне саксонське ім'я було Кердік, але письменник допустився помилки, яка стала яскравим прикладом метатези. За словами англійського письменника Сакі: «Це не ім'я, а неправильне написання».
Також мало ймовірним є те, що в Англії 1194 року Ребекку могли стратити на вогні за відьомство. Церква почала полювання на відьом у другій половині тринадцятого сторіччя, але смертну кару почали впроваджувати лише у п'ятнадцятому столітті, але навіть тоді за відьомство в Англії передбачалося повішення (смерть на вогнищі чекала лише для тих, кого обвинувачували також у зраді). У романі присутні деякі незначні помилки: зображено лицарський турнір в Ешбі, що насправді відбувався у чотирнадцятому сторіччі, більшість згаданих монет є екзотичними, Вільгельм II Рудий згадується як дід Джона Лекленда, хоча насправді є його троюрідним дядьком, а монах Вамба не міг належати до Ордену Франциска Ассізького, адже той почав функціонували аж десять років після смерті Річарда I.
Прототипом Ребекки могла стати Ребекка Ґратц, вчителька і філантропка з Філадельфії, перша жінка-єврейка, що вступила до американського вишу.

## Продовження
- 1950 року англійський письменник Вільям Текерей написав сатиричний сиквел під назвою «Ребекка і Ровена» (англ. Rebecca and Rowena);
- 1956 року американський письменник Едвард Іґер[en] видав книгу «Лицарський замок» (англ. Knight's Castle), в якому магічним способом четверо дітей потрапляють в літературний світ «Айвенго»;
- Американський письменник Саймон Говк[en] написав роман «Гамбіт Айвенго» (1984), що започаткував книжкову серію про подорожі у часі «ТаймВорс»;
- Французький письменник П'єр Ефратас[fr] написав сиквел «Доля Айвенго» (фр. Le Destin d'Ivanhoe; 2003);
- Крістофер Воґлер видав сиквел «Рейвенскал».

## Переклади українською
- Скот, Вальтер. Айвенго, роман, переклала Др. Н. Суровцова. — Київ — Відень — Львів: «Чайка» [Б. р.]. (З передмовою Др. Остапа Грицая.)[12]
- Скотт, Вальтер. Айвенго. Пер с (sic) англ. Ан. Волкович. Оброб. та скорочення Р. М. Азарх. К.: «Час», 1929. — 247 с.
  - Перевидання: Скотт В. Програмні твори / Післямова Н. Білик. — К.: Обереги, 2001. — 746 с. — (Шкіл. б-ка. Зарубіж. л-ра в освіті. Хрестоматія ІІІ).
  - Перевидання: Скотт, Вальтер. Айвенго / А. Н. Волкович (пер. з англ.). — Х.: Мост: Торнадо, 2003. — 383 с. — (Читаємо у школі і вдома.)
- Скотт В. Айвенго [Текст] ; пер. І. В. [Ірина Василівна] Муращик / Роман. — Львів: Панорама, 2001. — 384 с. — («Класика»)
- Скотт В. Айвенго: Роман: для серед. шк. віку / Пер. з англ. Ю. Я. Лісняка та Г. Г. Лозинської; [Післямова Н. Д. Білик; Приміт. Г. Г. Лозинської]. — К.: Веселка; Тернопіль: Навчальна книга — Богдан, 2005.– 435 с.– (Бібліотека світової літератури для дітей у 100 томах «Світовид». Серія друга. Література XIX ст.)
  - Перевидання: Скотт В. Айвенго: Роман: для серед. шк. віку / Пер. з англ. Ю. Я. Лісняка та Г. Г. Лозинської; [Післямова Н. Д. Білик; Приміт. Г. Г. Лозинської]. — К.: Веселка; Тернопіль: Навчальна книга — Богдан, 2017.– 435 с.
- Скотт, Вальтер. Айвенго / І Єрьоміна, С. Сулима (пер. з англ.) ; адапт. М. Д. Фогель. — Х.: Книжковий Клуб «Клуб Сімейного Дозвілля», 2006. — 159 с.: іл. — (Серія «Моя улюблена класика».)
- Скотт, Вальтер. Айвенго [Текст]: за романом Вальтера Скотта / В. Скотт ; літ. переказ А. А. Клімов ; іл. М. О. Ломакін. — Х. : Видавничий будинок «Фактор», 2007. — 111 с.: іл. — (Серія «Чарівний ліхтар». Бібліотека пригод для дітей + енциклопедія).
- Скотт, Вальтер. Айвенго [Текст] / В. Скотт ; пер. І. Давиденко ; іл. О. Чичик. — К. : Країна Мрій, 2009. — 400 с.: іл. — (Серія «Улюблені книжки») (Всеволод Нестайко радить прочитати).
- Скотт, Вальтер. Айвенго [Текст]: [роман: для дітей серед. шк. віку] / В. Скотт ; [пер. з рос. І. Чернова ; худож. А. Носач]. — Х. : Книжковий Клуб «Клуб Сімейного Дозвілля», 2011. — 238, [18] с. : іл. — (Бібліотека пригод). — Пер. изд. : Айвенго / Скотт В. — Х. ; Белгород, 2010. — 9000 прим.
- Скотт, Вальтер. Айвенго / Вальтер Скотт // Вільсон Ч., Макспедден Д. Робін Гуд; Вальтер Скотт. Айвенго. — Х. : Школа, 2011. — 528 с.
- Скотт, Вальтер (1771—1832). Айвенго [Текст]: роман / Вальтер Скотт ; [пер. з англ. Д. Радієнко ; передм. і прим. Н. Д. Білик]. — Харків: Фоліо, 2018. — 475, [1] с. — (Шкільна бібліотека) (Шкільна бібліотека української та світової літератури). — Пер. изд. : Ivanhoe / Walter Scott. — London, 1994. — 1500 прим.
- Скотт, Вальтер. Айвенго / Вальтер Скотт ; пер. з англ. Марії Головко. — К. : Знання, 2020. — 511 с. — (English Library).

## Адаптації

### Кіно
- 1911 — «Айвенго»  США; режисер Джеймс Стюарт Блектон;
- 1913 — «Айвенго»  США; режисер — Герберт Бренон, серед акторів — Кінґ Беґґот, Лія Берд та Бренон; знято в Англії;
- 1913 — «Айвенго»  Велика Британія; режисер Лідгем Бенток; знято в замку Чепстов;
- 1933 — «О так, дні минулі» (англ. Ye Olden Days)  США — анімаційний короткометражний фільм; режисер — Берт Джіллет;
- 1952 — «Айвенго»  США, режисер — Річард Торп, серед акторів: Роберт Тейлор, Елізабет Тейлор, Джоан Фонтейн та Джордж Сандерс; тричі номінувався на Оскар;
- 1965 — «Помста Айвенго» (італ. La rivincita di Ivanhoe)  Італія — італійський пригодницький фільм Таніо Боччія;
- 1971 — «Айвенго, Мечник» (італ. La spada normanna)  Італія — італійський пеплум;
- 1983 — «Балада про доблесного лицаря Айвенго»  СРСР; режисер — Сергій Тарасов, з піснями Володимира Висоцького та Петерісом Гаудіньшом у ролі Айвенго.

### Телебачення
- 1958 — «Айвенго»  Велика Британія — телесеріал з Роджером Муром у ролі Айвенго;
- 1970 — «Айвенго»  Велика Британія — мінісеріал з Еріком Флінном у ролі Айвенго;
- 1975 — «Айвенго, дитяча анімаційна класика» (англ. Children's Animated Classics Ivanhoe);
- 1982 — «Айвенго»  США — телевізійний фільм з Ентоні Ендрюсом у ролі Айвенго;
- 1986 — «Айвенго» — анімаційний австралійський телефільм;
- 1995 — «Молодий Айвенго»  Велика Британія — романтичний пригодницький телевізійний фільм Ральфа Л. Томаса;
- 1997 — «Айвенго, королівський лицар» (англ. Ivanhoe the King's Knight) — телевізійний мультсеріал;
- 1997 — «Айвенго» — американо-британський телесеріал;
- 1999 — «Легенда про Айвенго» (англ. The Legend of Ivanhoe);
- 2005 — «Темний лицар» (англ. Dark Knight) — адаптація Channel 5

### Опери
1864 року відбулася прем'єра драматичної кантати «Айвенго» французького композитора Віктора Зіґа, яка цього ж року здобула Римську премію. Великою популярністю користувалася однойменна опера Артура Саллівана, яку 1891 року поставили більш ніж 150 разів. Серед інших композиторів, що створили опери на основі роману: Джоаккіно Россіні («Айвенго»), Томас Сарі («Айвенго»), Бартоломео Пісані («Ребекка»), А. Кастаньє («Ребекка»), Отто Ніколаї («Храмовник») та Генріх Маршнер («Храмовник і єврейка»).